# Schiffssetzung am Mjösjön

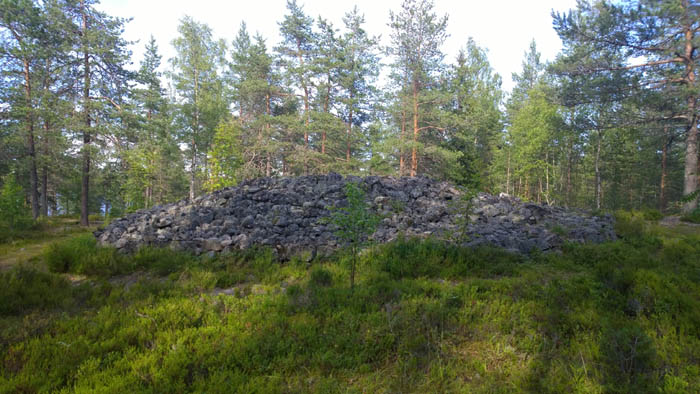
Benachbarte Röse

Die Schiffssetzung am Mjösjön liegt südlich von Umeå in der Provinz Västerbottens län in Schweden.
Am Mjösjön, dem „schmalen See“ (ursprüngliche Wortbedeutung und Name mehrerer Seen in Skandinavien) befindet sich ein kleines Gräberfeld (Umeå stad 7:3). Hier liegt neben zwei Rösen und einer Steinsetzung die mit etwa 16,0 × 4,0 m, nördlichste Schiffssetzung (schwedisch Skeppssättning) Schwedens.
Als die mit einer Steinsetzung eingerahmte, 1970 restaurierte Schiffssetzung in der Bronzezeit errichtet wurde, befand sie sich an der Küste. Durch die postglaziale Landhebung (etwa einen Meter in 100 Jahren) liegt sie heute fast zwei Kilometer von der Küste entfernt. Sie wurde vermutlich später als die Rösen errichtet. Röse Nr. 2 befindet sich neben der Schiffssetzung. Sie hat einen Durchmesser von etwa zwölf Metern.